# 제32회 금마장
제32회 금마장은 1995년 11월 18일에 열린 시상식이다.

## 수상 및 후보

### 작품상
- 여인사십 - 허안화 수상

### 감독상
- 호남호녀 - 허우 샤오시엔 수상

### 남우주연상
- Chau ji da Kuo min - Yang Lin 수상

### 여우주연상
- 여인사십 - 소방방 수상

### 남우조연상
- 여인사십 - 나가영 수상

### 여우조연상
- Redai yu - Ying Wen 수상

### 각본상
- Redai yu - Yu-Hsun Chen 수상

### 각색상
- 호남호녀 - 주천문 수상

### 촬영상
- 여인사십 - 리판빙 수상

### 액션감독상
- 썬더볼트 - 홍금보 수상

### 영화음악상
- Chau ji da Kuo min - Chung-Pei Fan 외 수상

### 주제가상
- 타락천사 - 장숙평 수상
- 아적미려여애수 - Sheng Chen 수상

### 분장/의상디자인상
- Ren ye huang hun - Yuen-Tai Ting 수상

### 음향효과상
- 호남호녀 - Du-Che Tu 수상

### 평생공로상
- Hsing Lee 수상

### 최우수제작디자인상
- 타락천사 - 장숙평 수상

### 특별상
- 이연걸 수상